# Lärmpitta
Die Lärmpitta (Pitta versicolor) ist ein Sperlingsvogel aus der Gattung Pitta innerhalb der Familie der Pittas (Pittidae). Die Art zählt zur Avifauna Australiens und Neuguineas. Es werden für diese Art zwei Unterarten unterschieden. Das Artepitheton versicolor weist auf die unterschiedlichen Farben des Körpergefieders hin.
Die Bestandssituation der Lärmpittas wird von der IUCN mit ungefährdet (least concern) eingestuft.

## Merkmale
Lärmpittas erreichen eine Körperlänge von 19 Zentimeter bis 21 Zentimeter, davon entfallen bei den Männchen der Nominatform 4,4 bis 5,8 Zentimeter auf das Schwanzgefieder.  Bei Weibchen ist das Schwanzgefieder mit einer Länge von 4 bis 5 Zentimeter etwas kürzer. Sie haben mit 2,4 bis 3,2 Zentimeter auch einen etwas kürzeren Schnabel. Bei den Männchen hat dieser eine Länge von 2,6 bis 3,2 Zentimeter. Weibchen wiegen zwischen 70 und 128 Gramm, die Männchen dagegen zwischen 70 und 112 Gramm. Es besteht kein auffälliger Geschlechtsdimorphismus.
Bei den adulten Vögeln sind die Stirn, der Scheitel und der obere Hals dunkel kastanienbraun mit einem schmalen schwarzen Strich in der Mitte. Der übrige Kopf und der untere Hals sind schwarz. Die Körperoberseite ist kräftig leuchtend grün, die Oberschwanzdecken sind metallisch glänzend türkis. Die Handschwingen sind schwarz und haben auf der dritten bis sechsten Handschwingen auf der Außenfahne einen größeren weißen Fleck, der bei zusammengefalteten Federn nicht sichtbar wird, bei fliegenden Vögeln dagegen auffällt. Die Armschwingen dagegen sind schwarz mit grünen Säumen. Die Flügeldecken sind grün und haben teilweise einen türkisfarbenen Schimmer.
Das Kinn und die Kehle sind schwarz, die übrige Körperunterseite ist golden isabellfarben, wobei die Region in der Kehle gelblicher und die Brustseiten einen grünlicheren Ton haben. Auf der Mitte des Bauches befindet sich ein schwarzer Fleck, der am Unterbauch und den Unterschwanzdecken in ein leuchtendes Rot übergeht. Der Schnabel ist schwarz, die Iris ist dunkelbraun, die Füße und Beine sind fleischfarben bis blass rosa.

## Verwechslungsmöglichkeiten

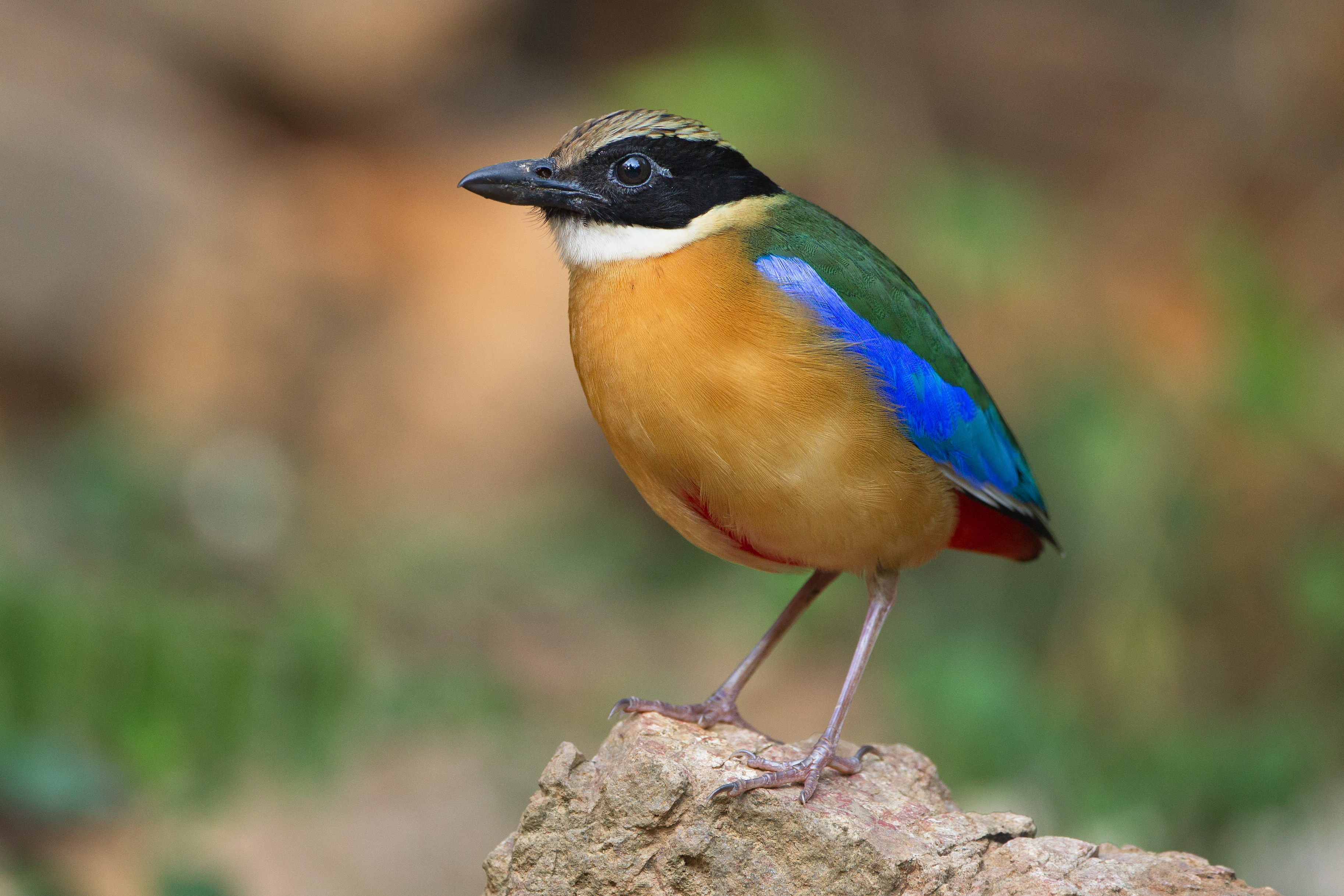
Blauflügelpitta, die im Verbreitungsgebiet der Lärmpitta nur als Irrgast vorkommt, ihr jedoch ähnelt.

Die größte Ähnlichkeit besteht zwischen der Lärmpitta und der Blauflügelpitta. Diese kommt in Hinterindien, dem Südwesten Chinas, den Großen Sunda-Inseln und den Philippinen vor. Als Irrgäste finden sie sich auch immer wieder auf der Weihnachtsinsel sowie an der Westküste Australiens ein, wo aus der Familie der Pittas ansonsten nur die Regenbogenpitta vertreten ist. Nur sehr selten findet sie sich an der Ostküste Australiens und im Südosten Neuguineas ein, wo auch die Lärmpitta vorkommt. Die Kleine Blauflügelpitta unterscheidet sich von der Lärmpitta allerdings durch ihr weißes Kinn und ihre Kehle, die bei der Lärmpieta schwarz sind. Die Regenbogenpitta ist dagegen von der Lärmpitta durch die schwarze Körperunterseite zu unterschieden.
Auf Neuguinea gibt es eine Unterart der Kappenpitta, die aber deutlich kleiner als die Lärmpitta ist und einen schwarzen Kopf hat. Die Schmuckpitta kommt im Verbreitungsgebiet der Lärmpitta gleichfalls nur als Irrgast vor und hat einen schwarzen Kopf, bei dem die Kopfkappe durch zwei isabellfarbene Streifen eingefasst ist. Die im Verbreitungsgebiet der Lärmpitta ebenfalls nur als Irrgast vorkommende Schwarzgesichtpitta hat kein Rot auf der Körperunterseite.
Neben Verwechslungsmöglichkeiten auf Grund des Erscheinungsbildes gibt es auch eine bezüglich der Rufe. Der in Ostaustralien vorkommende Prachtparadiesvogel hat sehr ähnliche Rufe wie die Lärmpitta.

## Verbreitungsgebiet
In Australien kommt die Lärmpitta ausschließlich in einem langgezogenen und Streifen entlang der Ostküste vor. Das Verbreitungsgebiet reicht von der Kap-York-Halbinsel und den Inseln in der Torres-Straße bis zur Ortschaft Port Macquarie im australischen Bundesstaat New South Wales an der Mündung des Hastings Rivers. Auf Neuguinea ist die Lärmpitta sehr selten. Bis jetzt ist nicht belegt, ob sie dort zu den brütenden Vögeln gehört. Sie gilt dort als Wintergast.  Zum Zug- und Wanderverhalten der Lärmpitta gibt es bislang nur wenige Untersuchungen. Es wird für wahrscheinlich gehalten, dass die meisten Populationen außerhalb der Brutzeit nomadisch umherstreifen.
Der Lebensraum der Lärmpitta sind luftfeuchte subtropische und tropische Regenwälder. Sie kommt dort von den Tiefebenen bis in Höhenlagen von 1500 Metern vor. Sie kommt auch in luftfeuchten Eukalyptuswäldern und Mangroven vor. Während ihrer Wanderungen außerhalb der Brutzeit ist sie häufiger in Mangroven und in Dickichten entlang der Küste anzutreffen.

## Nahrung

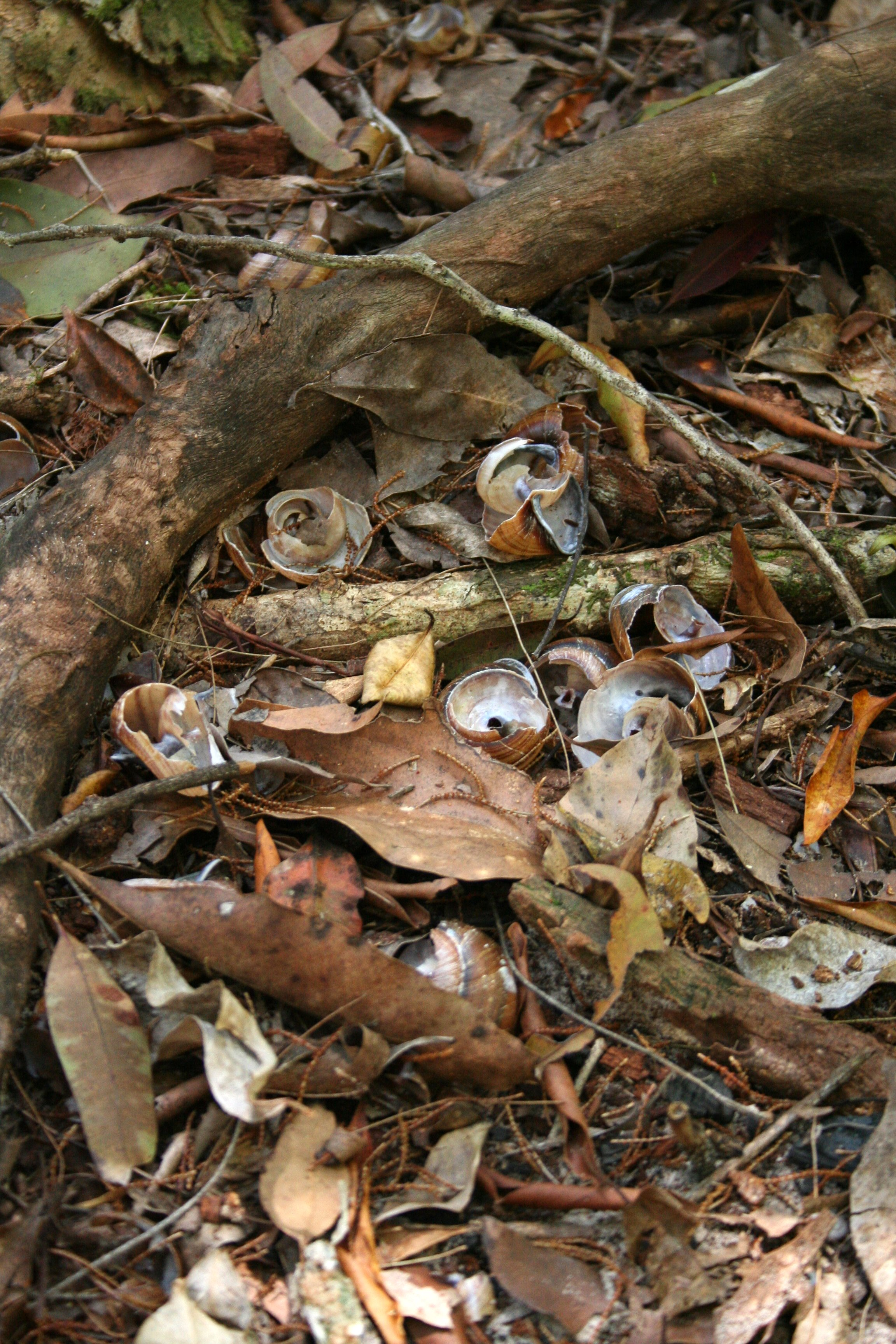
Eine Schmiede der Lärmpitta mit zertrümmerten Schneckenhäuschen

Lärmpittas fressen überwiegend Gehäuseschnecken, daneben Würmer, Insekten und Spinnen. Daneben wird berichtet, dass sie auch Beeren, Früchte und landlebende Krebstiere fressen.
Lärmpittas nutzen sogenannte Schmieden, um die Häuschen der Schnecken zu öffnen. Sie halten dabei die Gehäuseschnecken in ihrem Schnabel und schmettern diese wiederholt gegen einen harten Gegenstand wie einen Stein, ein Stück Felsen und einen Baumstamm und selbst Bierflaschen dienten der Lärmpitta schon als Schmiede. Die Stellen, die solche Gelegenheiten bieten, werden von der Lärmpitta häufiger aufgesucht, so dass sich dort in der Regel mehrere Schneckenhäuschen finden.
Nestlinge werden vor allem mit Tausendfüßlern, Heuschrecken, Fliegen, Ameisen, Schnecken und Raupen gefüttert. Die Nahrung findet die Lärmpitta fast ausschließlich auf dem Waldboden. Sie durchwühlt bei ihrer Nahrungssuche mit ihrem kräftigen Schnabel die Schicht herabgefallener Blätter, wobei sie die Blätter mit einer Seitwärtsbewegung des Kopfes zur Seite schiebt.

## Fortpflanzung
Lärmpittas sind wie alle Pittas monogame Vögel. Die Brutzeit liegt so, dass die Eiablage zwei bis drei Monate vor dem Höhepunkt der Regenzeit liegt. Jungvögel haben dadurch die besten Überlebenschancen: Ihnen steht zum Zeitpunkt, zu dem sie von den Elternvögeln unabhängig werden, das saisonal größte Nahrungsangebot zur Verfügung. Die Brutzeit im australischen Nordosten fällt entsprechend in die Monate Oktober bis Januar, weiter südlich beginnen Lärmpittas ab September zu brüten.
Das Nest wird auf dem Boden errichtet und ist überwölbt. Die Maße betragen 30 Zentimeter × 30 Zentimeter × 20 Zentimeter. Der Eingang in die Nisthöhle befindet sich an der Seite. Nester finden sich gewöhnlich an der Basis eines mit Farnen bewachsenen Felsens oder zwischen den Wurzeln von Bäumen. Verbaut werden beim Nest Zweige, Blätter, Wurzeln, Rindenstückchen, Blätter und andere Pflanzenfasern sowie Mose. Die Nestkammer ist mit Gras und feinen Pflanzenfasern ausgelegt. Eine „Rampe“ führt zum Nesteingang von etwa 15 Zentimeter führt zu dem seitlichen Nesteingang, der etwa 9 Zentimeter oberhalb des Erdbodens liegt. Diese Rampe besteht aus längs geschichteten Ästchen. Kot von Säugetieren wird vor dem unmittelbaren Nesteingang, teilweise aber auch in der Nestkammer von den Vögeln verschmiert. Beide Elternvögel sind an dem Nestbau beteiligt. Über die Dauer des Nestbaus gibt es unterschiedliche Angaben. Bei zwei beobachteten Nestern war das Nest innerhalb von drei Tagen gebaut, eine in Gefangenschaft gehaltener Lärmpitta baute dagegen ein Monat lang am Nest.

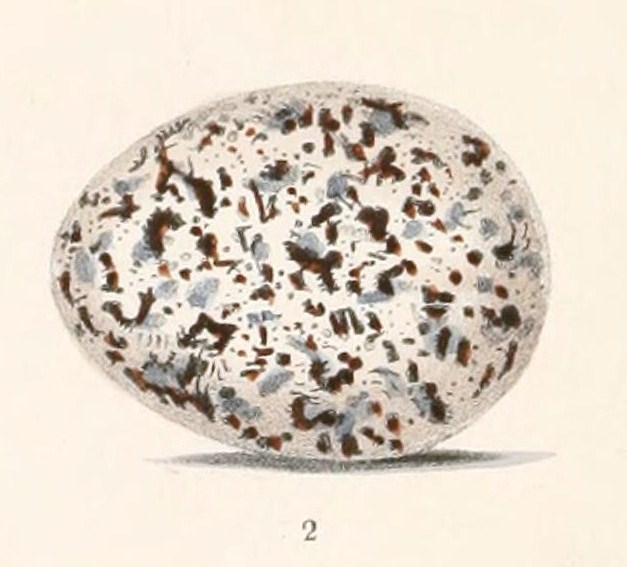
Ei des Lärmpittas

Das Gelege besteht aus drei bis fünf Eiern. Grundsätzlich sind Gelegegrößen von drei Eiern typisch für Populationen der Lärmpitta, die nördlich 22° südlicher Breite vorkommen, während vier Eier überwiegend bei den Lärmpittas zu finden sind, die südlich dieser Grenze leben. In der Literatur wird spekuliert, ob die kleinere Gelegegröße in tropischen Regionen auf das geringere Nahrungsangebot tropischer Regenwälder im Vergleich zu subtropischen Regenwäldern zurückzuführen ist.
Die Eier haben eine weiße bis weißblaue Grundfarbe, dunkle violettbraune Flicken und Kritzel sowie davon fast überdeckt blaugraue Flecken. Der Legeabstand zwischen den einzelnen Eiern ist gering: Ein beobachtetes Weibchen legte vier Eier innerhalb von zwei Tagen. Beide Elternvögel brüten. Der ablösende Elternvogel ruft von einer Ansitzwarte außerhalb des Nestes, worauf der brütende Vogel das Nest sofort verlässt. Bei in Gefangenschaft gehaltenen Vögeln betrug die Brutzeit 14 Tage.
Bei in Gefangenschaft beobachteten Lärmpittas wurden die Nestlinge nur während der Nacht gehudert. Das gehaltene Paar zog in einer Brutsaison zwei Gelege groß. Beide Elternvögel fütterten, wobei der Anteil des Männchens insbesondere kurz vor dem Ausfliegen der Jungvögel größer war. Die Nestlinge verließen im Alter von 15 bis 20 Tagen das Nest und blieben nicht zusammen. Sie waren im Alter von 32 Tagen von den Elternvögeln unabhängig.

## Lärmpittas und Menschen
Australischen Zoos ist die Nachzucht von Lärmpittas bereits zu Beginn der 1980er Jahre gelungen. Der Taronga Zoo in Sydney züchtete mit zwei Brutpaaren, die in zwei getrennten großen Volieren gehalten wurden. Da es möglich ist, dass Lärmpittas die Nestlinge kleinerer bodenbrütender Singvögel fressen, wurden die Lärmpittas mit Sittichen gemeinsam gehalten.

## Trivia
Die Lärmpitta gilt als eines der besten Beispiele für die Bergmannsche Regel, die besagt, dass die durchschnittliche Größe einer Tierarten zunimmt, je näher ihr Verbreitungsgebiet an den Polen liegt. Bei den Lärmpittas sind die weiter südlich vorkommenden Populationen tatsächlich auffallend größer.